# Perniphora
Perniphora är ett släkte av steklar som beskrevs av Ruschka 1923. Perniphora ingår i familjen puppglanssteklar.
Kladogram enligt Catalogue of Life och Dyntaxa:
| Perniphora | \| \| Perniphora americana \| \| \| \| \| \| Perniphora robusta \| \| \| \| |
|            | \| \| Perniphora americana \| \| \| \| \| \| Perniphora robusta \| \| \| \| |
|            | Perniphora americana                                                        |
|            |                                                                             |
|            | Perniphora robusta                                                          |
|            |                                                                             |